# Prémierfait
Prémierfait es una comuna francesa situada en el departamento de Aube, en la región de Gran Este.

## Demografía
| 125 | 108 | 87 | 88 | 85 | 73 | 87 |
| Para los censos de 1962 a 1999 la población legal corresponde a la población sin duplicidades (Fuente: INSEE [Consultar]) |     |    |    |    |    |    |